# Marcus Bean
Marcus Tristam Bean (født 2. januar 1984 i Hammersmith, England) er en engelsk/jamaicansk tidligere fodboldspiller (midtbane). 
Bean tilbragte hele sin karriere i de lavere engelske rækker, og spillede blandt andet 29 kampe i The Championship for Queens Park Rangers. Han spillede desuden én kamp for Jamaicas landshold, en venskabskamp mod Honduras 11. oktober 2011.